# Horkelia wilderae
Horkelia wilderae är en rosväxtart som beskrevs av Samuel Bonsall Parish. Horkelia wilderae ingår i släktet Horkelia och familjen rosväxter. Inga underarter finns listade i Catalogue of Life.